# Marju Lauristinová
Marju Lauristinová (* 7. dubna 1940 Narva) je estonská politička a socioložka. 
Pochází z rodiny komunistických intelektuálů. Její otec Johannes Lauristin (používal také pseudonym Juhan Madarik) se po sovětské okupaci stal předsedou vlády Estonské sovětské socialistické republiky a za nevyjasněných okolností zmizel během evakuace po zahájení Operace Barbarossa. Po válce se její matka provdala za Hendrika Allika, dalšího vysokého funkcionáře estonské komunistické strany.
Lauristinová vystudovala žurnalistiku na Tartuské univerzitě a v roce 1976 získala doktorát na moskevské Lomonosovově univerzitě. Pracovala v estonském rozhlase a přednášela sociologii masmédií na univerzitě v Tartu. V roce 1978 se provdala za sociologa Peetera Vihalemma.
V roce 1980 podepsala dopis čtyřiceti intelektuálů protestujících proti rusifikaci Estonců. V roce 1988 byla zakládající členkou Estonské lidové fronty a podílela se na uspořádání Baltského řetězu. V roce 1989 byla zvolena poslankyní republikového sovětu a o rok později se stala jeho místopředsedkyní. Téhož roku vystoupila z Komunistické strany Sovětského svazu a stala se první předsedkyní Sociálně demokratické strany Estonska. V srpnu 1991 hlasovala v parlamentu pro deklaraci, která obnovila nezávislost Estonska. V letech 1992 až 1994 byla estonskou ministryní sociálních věcí. Pak se vrátila k vědecké práci a pracovala pro Univerzitu OSN. Byla dlouholetou poslankyní Riigikogu, v roce 2012 se zařadila k signatářům Charty 12, která reagovala na korupční skandály a vyzvala k politické reformě. V roce 2014 byla zvolena poslankyní Evropského parlamentu za Pokrokové spojenectví socialistů a demokratů a působila ve výboru pro občanské svobody. Roku 2017 na svůj mandát rezignovala a dala přednost práci v tartuské městské radě. 